# دوغ جونز (سياسي)
دوغ جونز (بالإنجليزية: Gordon Douglas Jones)‏ هو محامي ومدع وسياسي أمريكي، ولد في 4 مايو 1954 في فيرفيلد في الولايات المتحدة. حزبياً، نشط في الحزب الديمقراطي.

## مناصب
- انتخب عضو مجلس الشيوخ الأمريكي عن دائرة ألاباما (3 يناير 2018 – ).
- انتخب وكيل وزارة العدل الأميركية (1997 – 2001).
- انتخب Assistant United States Attorney [الإنجليزية]‏ (1980 – 1984).
- في 2017 United States Senate special election in Alabama [الإنجليزية]‏، انتخب عضو مجلس الشيوخ الأمريكي عن دائرة Alabama ‏ وقد انضم خلال فترته النيابية [الإنجليزية]‏ (3 يناير 2018 – 3 يناير 2019)  للكتلة البرلمانية الحزب الديمقراطي.

## وصلات خارجية
- الموقع الرسمي